# Iran ved vinter-OL 2022
Iran deltog i vinter-OL 2022 i Beijing, Kina i perioden 4. – 20. februar 2022.

## Deltagere
Følgende er listen over disciplinerne, som repræsenterede deltagere optræder i.
| Sport         | Mænd | Kvinder | Total |
| ------------- | ---- | ------- | ----- |
| Alpint skiløb | 1    | 1       | 2     |
| Langrend      | 1    | 0       | 1     |
| Total         | 2    | 1       | 3     |

## Medaljer
| 2022 Beijing | Guld | Sølv | Bronze | Total |
| Iran         | -    | -    | -      | -     |

### Medaljevindere
| Iran under vinter-OL 2022 i Beijing | Iran under vinter-OL 2022 i Beijing | Iran under vinter-OL 2022 i Beijing | Iran under vinter-OL 2022 i Beijing | Iran under vinter-OL 2022 i Beijing |
| Medalje                             | Navn                                | Sport                               | Event                               | Dato                                |
| ----------------------------------- | ----------------------------------- | ----------------------------------- | ----------------------------------- | ----------------------------------- |
| Guld                                | -                                   | -                                   | -                                   | -                                   |
| Sølv                                | -                                   | -                                   | -                                   | -                                   |
| Bronze                              | -                                   | -                                   | -                                   | -                                   |